# بنت السلطان (مسلسل)
بنت السلطان هو مسلسل تلفزيوني مصري عرض في عام 2021 خلال شهر رمضان، المسلسل من إخراج أحمد شفيق وبطولة روجينا، باسم سمرة، أحمد مجدي ، سوسن بدر، ندى موسى ومحمد مهران. يعد المسلسل أول بطولة مطلقة للروجينا.

## نبذه
تجد الفتاة الشعبية عزة حياتها على المحك، فبعد وفاة والدها سلطان، الذي كان أكبر تجار المخردات في مصر، تقسوا عليها الحياة، وتجبرها على حياة لا تشببها في شيء، وعندما تقرر عزة الهرب من قدرها الذي فُرض عليها، يقع لها ما لم يكن بالحسبان، ومن هنا تنقلب حياتها رأسا على عقب، وتدخل في مغامرة جديدة أشد صعوبة ومرارة مما كانت تعيش فيه.

## طاقم العمل
- روجينا بدور منار - عزة
- باسم سمرة بدور حمو الرحماني
- أحمد مجدي بدور حسان
- ندى موسى بدور غادة
- محمد مهران بدور عمر
- بيومي فؤاد بدور سلطان القباري
- أيمن عزب بدور شريف
- أمنية العربي بدور فاطمة
- رانيا ملاح بدور سارة